# 伊拉克利·科巴希泽
伊拉克利·科巴希泽（羅馬化：Irakli Kobakhidze；1978年9月25日—），格鲁吉亚宪法学者，政治家，2024年出任格鲁吉亚第16任总理。科巴希泽在从政前是第比利斯国立大学教授。
2024年12月5日，乌克兰总统泽连斯基宣布签署一项法令，对格鲁吉亚总理伊拉克利·科巴希泽在内的格鲁吉亚政府人员实施为期10年的制裁，并解释制裁决定是因为目标人士“出卖格鲁吉亚和人民的利益”，因為伊拉克利·科巴希泽等人試圖讓俄罗斯总统普京操控整個格鲁吉亚。12月15日，立陶宛与爱沙尼亚扩大对格鲁吉亚的制裁，将总理伊拉克利·科巴希泽在内17名格鲁吉亚官员和法官列入制裁名单，作为回应2024年喬治亞選舉後示威中，暴力驱散抗议活动以及对抗议者、记者和对反对派领导人使用武力。